# Allium taquetii
Espèce
Classification APG III (2009)

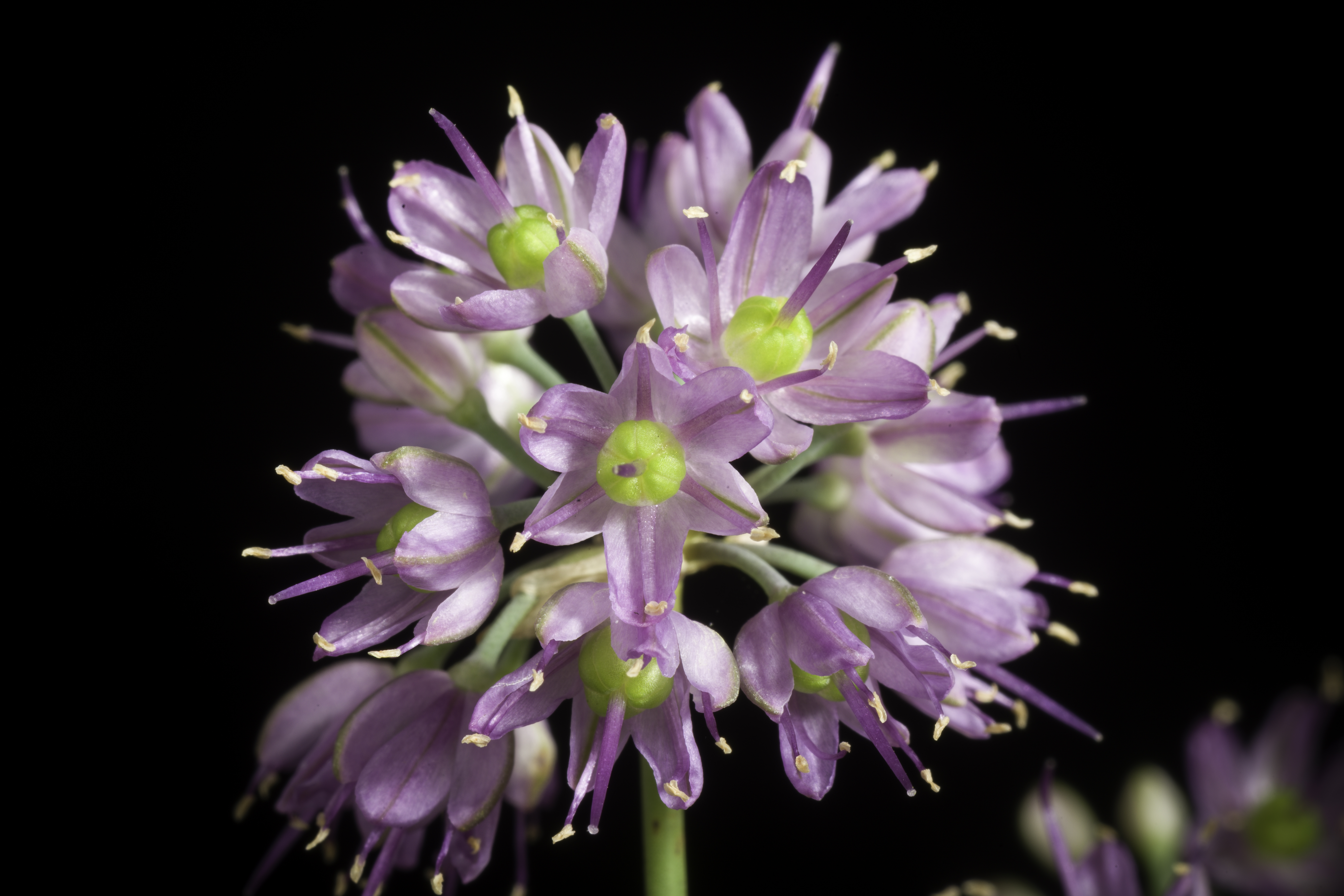
Gros plan de l'ombelle.

Allium taquetii est une espèce de plantes à fleurs de la famille des Amaryllidaceae originaire de la péninsule sud-coréenne et de l'île de Jeju. En coréen, on l'appelle « ciboulette Halla » (한라부추) car elle pousse sur les pentes du mont Halla, le volcan bouclier qu'est l'île de Jeju. Certaines sources le traitent comme un synonyme d’Allium thunbergii.
En Corée, Allium taquetii est cultivé pour son intérêt floral, et ses tiges sont parfois consommées comme des aromatiques telles que les ciboulettes et les cébettes.

## Liste des formes
Selon GBIF (2 août 2025) :
- Allium taquetii f. albiflorum Y.N.Lee, 1996
- Allium taquetii f. taquetii H.Lév. & Vaniot, 1908

## Systématique
Le nom correct complet (avec auteur) de ce taxon est Allium taquetii H.Lév. & Vaniot.